# Polaveno
Polaveno (lombardul: Polàen) település Olaszországban, Lombardia régióban, Brescia megyében. Lakosainak száma 2459 fő (2023. január 1.). Polaveno Gardone Val Trompia, Monticelli Brusati, Sale Marasino, Sulzano, Brione, Ome, Sarezzo és Iseo községekkel határos.

## Népesség
A település lakossága az elmúlt években az alábbi módon változott:
| Lakosok száma | 2520 | 2535 | 2459 |
|               | 2017 | 2018 | 2023 |